# ロベルト・パテルノストロ
- ロベルト・パーテルノストロ
- ロベルト・パータノストロ

ロベルト・パテルノストロ（Roberto Paternostro, 1957年3月30日 - ）は、オーストリア出身の指揮者。
ウィーン出身。地元の音楽院でハンス・スワロフスキーに指揮法を学び、ハンブルクでジェルジュ・リゲティとクリストフ・フォン・ドホナーニの薫陶を受けた。1978年から1984年までヘルベルト・フォン・カラヤンの助手を務める。1985年にヴェローナで指揮者として活動を始めた。1991年から2000年までヴュルテンブルク・フィルハーモニー管弦楽団、1997年から2007年までカッセル州立歌劇場のそれぞれで音楽監督を歴任。2009年から2013年までイスラエル室内管弦楽団の音楽監督を務める。